# 채 성후 (삭)
채 성후(蔡成侯, ? ~ 기원전 472년 재위: 기원전 490년 ~ 기원전 472년)는 중국 춘추 시대의 인물로, 제22대 채후이다. 성은 희(姬), 휘는 삭(朔)이다.
21대 채후 채 소후의 아들로, 소후 28년(기원전 491년)에 주래 천도에 반대한 대부들에게 소후가 암살되면서 채후로 옹립되었다. 성후 19년(기원전 472년)에 죽어 아들 성후 산이 뒤를 이었다.